# ژائو وی
جائو وی (ماندارین: 赵薇 و پین یین: Zhàowēi زاده ۱۲ مارس ۱۹۷۶) یک خواننده، هنرپیشه و کارگردان فیلم اهل چین است.

## فیلم‌شناسی جائو وی
| سال  | نام فیلم              | نقش             | نکته                 |
| ---- | --------------------- | --------------- | -------------------- |
| ۱۹۹۶ | کاخ شرقی، کاخ غربی    |                 |                      |
| ۲۰۰۰ | دوئل                  | شاهزاده ققنوس   |                      |
| ۲۰۰۱ | فوتبال شائولین        | آه مویی         |                      |
| ۲۰۰۲ | مبارزان               | سوئه            | نام اصلی: فرشته غروب |
| ۲۰۰۳ | رزمندگان آسمان و زمین | وِن جو           |                      |
| ۲۰۰۸ | صخره سرخ              | سان شانگ شیان   |                      |
| ۲۰۰۸ | شبح خبیث              | چِن پِیرُنگ        |                      |
| ۲۰۰۹ | مولان                 | هوآ مولان       |                      |
| ۲۰۰۹ | تأسیس جمهوری          | عضوی از CPPCC   |                      |
| ۲۰۱۰ | چهارده شمشیر          | چیائو هوآ       |                      |
| ۲۰۱۵ | ۱۲ مرغابی طلایی       | خاله مِی         |                      |
| ۲۰۱۶ | سه                    | دکتر تونگ چی ین |                      |